# Fort van Duffel
De Redoute van Duffel, beter bekend als het Fort van Duffel of het Spoorwegfort van Duffel (sinds 1894 spreekt men ook kortweg over het Spoorwegfortje), was een verdedigingswerk dat deel uitmaakte van de Vesting Antwerpen. De oprichting van de redoute werd in 1886 gestart en was klaar in 1888. Het spoorwegfort ligt te Duffel, op de grens met Sint-Katelijne-Waver, en maakte deel uit van de buitenste fortengordel rond Antwerpen.

## Geschiedenis

### Bouw en aanpassingen
In de 19e eeuw werd de verdediging van België door het kleine leger als moeilijk ingeschat door de honderden kilometers landgrens. Daarom werd gekozen om de verdediging toe te spitsen op bepaalde punten, een geconcentreerde defensie. Bij vijandelijke overmacht zou het leger zich terugtrekken naar één, beter te verdedigen plaats: het Nationaal Reduit. Dit was Antwerpen. Omdat het geschut een steeds verder bereik kreeg, werden de verdedigingsgordels ook verder van de stad gesitueerd. Er was een binnenste fortengordel, de zogenaamde Brialmontforten en een verder afgelegen buitenste verdedigingsgordel. Het fort van Duffel behoort tot deze laatste: zie de kaart met de twee gordels. De buitenste gordel werd aangelegd tussen 1878 en 1905.

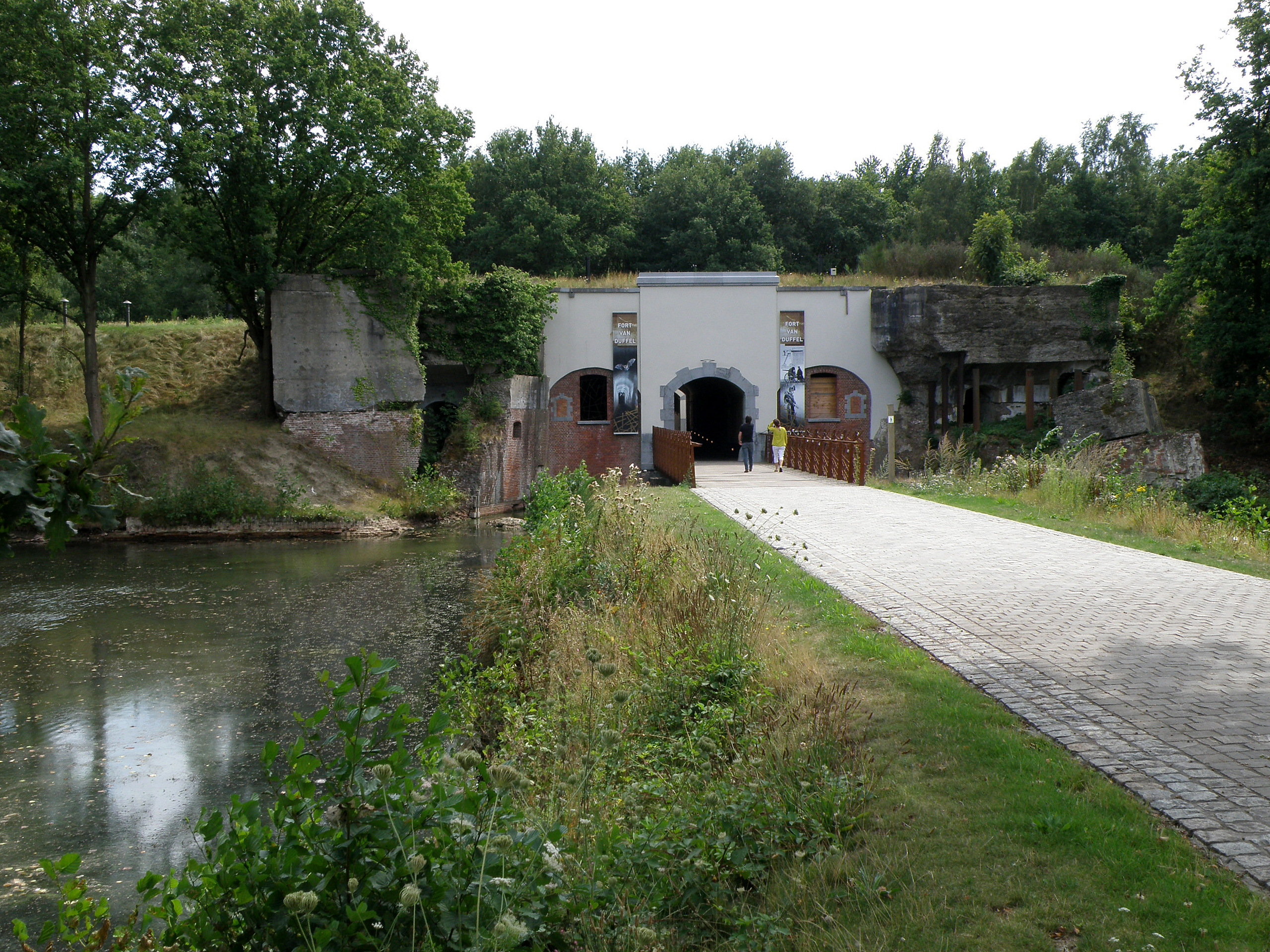
De ingang van het fort.

Het spoorwegfort van Duffel werd gebouwd tussen 1886 en 1888. Het bestond uit een heuvel met artillerie en met een uitgegraven gracht errond, en had als specifieke opdracht de verdediging van spoorlijn 25, die sinds 1836 tussen Brussel en Antwerpen liep. Deze spoorweg vormde de snelste verbinding tussen de hoofdstad en de havenstad en was daarom een zeer belangrijke verbindingslijn. Reeds in 1894 moest het fort versterkt worden omdat het al niet meer aangepast was aan de geëvolueerde wapens: het werd steviger bepantserd en sterker bewapend. De nog bestaande betonnen kazematten dateren uit die tijd. Voordien stond er geschut op de aarden wallen. Deze werd vervangen door kanonnen onder stalen koepels, die via onderaardse gangen te bereiken waren vanuit een rondgang. Op sommige plaatsen werden drie meter dikke betonnen overwelvingen aangebracht. Het Fort van Duffel was het eerste dat gewelven in gewapend beton kreeg.
Al snel bleek het fort echter militair weinig waarde te hebben. In 1906 kreeg het fort enkel nog een meer beperkte, ondersteunende functie: het moet het gebied tussen het Fort van Walem en het Fort van Sint-Katelijne-Waver helpen verdedigen. De wet die dit bepaalde, trad in 1913 in werking. De bemanning werd overgeplaatst naar het Fort van Koningshooikt en de centrale geschutskoepel met kanonnen naar het Fort van Kessel.

### Eerste Wereldoorlog
Tijdens de Eerste Wereldoorlog begonnen de beschietingen van het fort op 28 september 1914. De fortcommandant was Jules Hastray. Hij had slechts 80 soldaten ter beschikking. De gevraagde versterking en extra munitie werden niet geleverd. Veel Duits geschut miste doel omdat het zicht verhinderd werd door de vele bomen in de omgeving. De granaten van de verdediging geraakten echter op. Op 3 oktober 1914 stuurden de Duitsers een onderhandelaar, doch hierop werd niet ingegaan. Omdat Hastray kort daarna bericht kreeg dat hij geen versterking moest verwachten, liet hij het materieel vernietigen. De soldaten trokken zich in stilte terug uit het fort. Op 4 oktober namen de Duitsers het lege, brandende fort in. Het zou verder geen militaire rol van enige betekenis meer spelen.

### Na de Eerste Wereldoorlog
Na de Eerste Wereldoorlog gebruikte het Belgische leger het fort nog heel even, maar verlieten het al snel terug. Het bleef lange tijd enkel bewoond door een toezichter en zijn gezin. Tijdens de Tweede Wereldoorlog negeerden de Duitsers het fort. Hierdoor konden gezinnen er schuilen voor bombardementen, maar konden ook mannen die verplicht waren om in Duitsland te gaan werken, zich hier schuilhouden.
Tot 1972 werd het fort bewoond door een militair toezichter en zijn gezin. In 1972 werd het verkocht aan een aannemer die het begon te slopen. Toen die in 1973 plots overleed, stopten de sloopwerken ook. Een stuk van het domein werd nog onteigend om de straat waartegen het fort gelegen is - de Mechelsebaan - recht te trekken. Verder raakte het fort in verval.

## Bestemming sinds 2009
Eind 2009 werd het fort gekocht door de vzw Kempens Landschap voor een prijs van 145.000 euro. Het was toen een ruïne. Vanaf 2011 werd het gedeeltelijk gerestaureerd en toegankelijk gemaakt.
Vanaf 2014 werd het fort deels opengesteld voor bezoekers. De hoofdgebouwen kunnen gedeeltelijk vrij bezocht worden en er is een permanente tentoonstelling over het fort en de natuur erin. In het fort is een brasserie ("De Krone") waar men iets kan eten of drinken. De brasserie is een job-ervaringscentrum, gesteund door de gemeente Duffel en de provincie Antwerpen. Jongeren met een autismespectrumstoornis kunnen er werkervaring opdoen.
Rond het fort, aan de buitenzijde van de ringgracht, loopt een wandelpad van 1,2 km.

## Bescherming
Het spoorwegfort werd op 25 april 2012 door toenmalig minister Geert Bourgeois beschermd als monument.

## Natuur
Het Fort van Duffel is een belangrijke verblijfplaats voor vleermuizen en maakt deel uit van het habitatrichtlijngebied "historische fortengordels van Antwerpen als vleermuizenhabitats". Er werden tien soorten waargenomen, waaronder de ingekorven vleermuis en de vrij zeldzame meervleermuis en baardvleermuis. Speciaal voor de vleermuizen werd door Kempens Landschap een tunnel aangelegd waarin de dieren kunnen verblijven.
Ook andere planten en dieren worden er waargenomen. Na de Eerste Wereldoorlog werden op de vestinggracht elsen en acacia's aangeplant als hakhout. Op het fortdomein binnen de gracht werden eiken geplant.

## Fortun-bier
In de brasserie in het fort kan men een bier verkrijgen dat speciaal daarvoor werd gebrouwen in opdracht van Kempens Landschap: "Fortun"-bier. Het is een blond bier met een alcoholpercentage van 7,5%; het bevat koriander en paardenbloemblad en wordt gebrouwen in 't Hofbrouwerijke.

## Fotogalerij

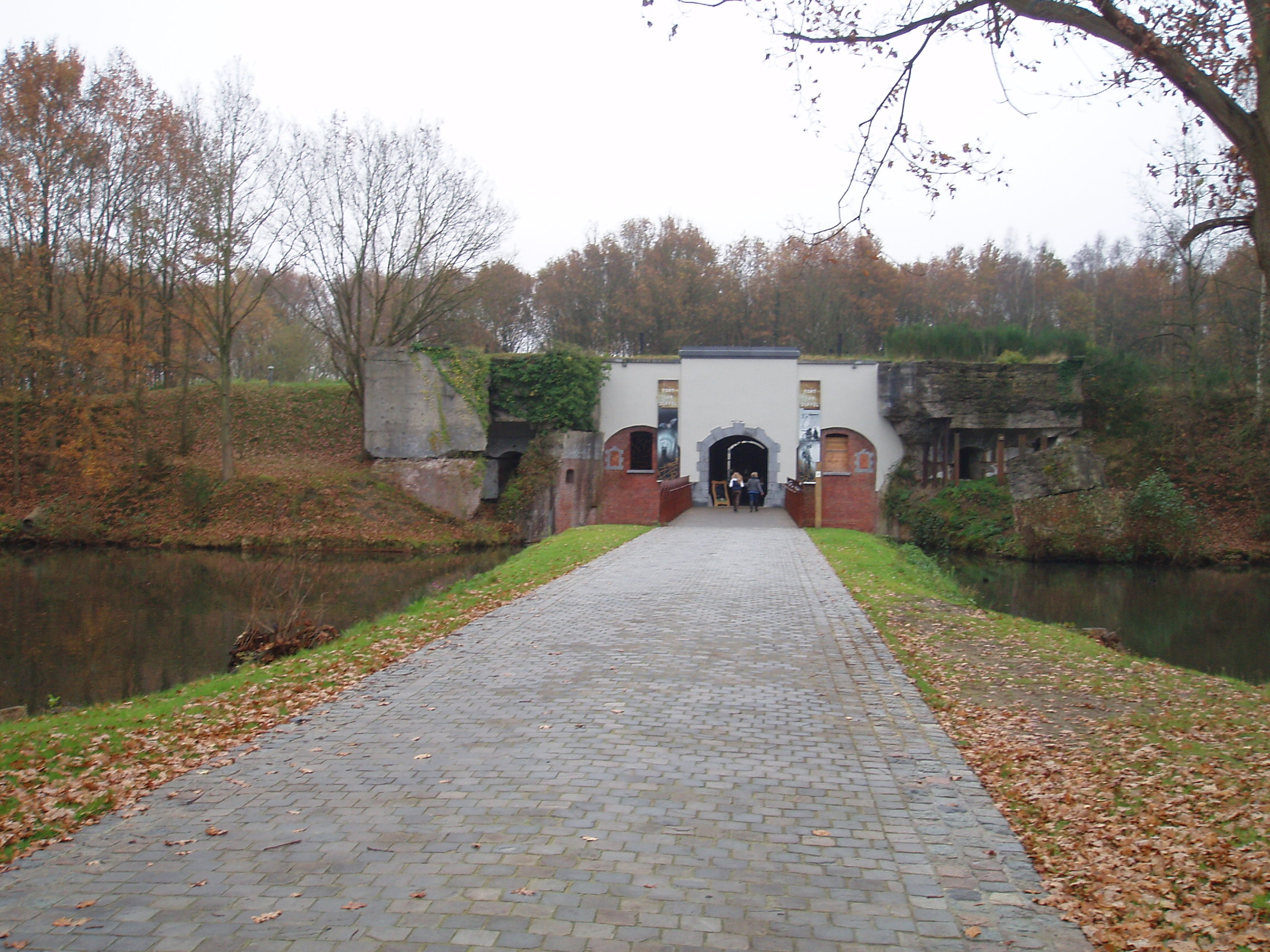
Weg naar de ingang van het fort
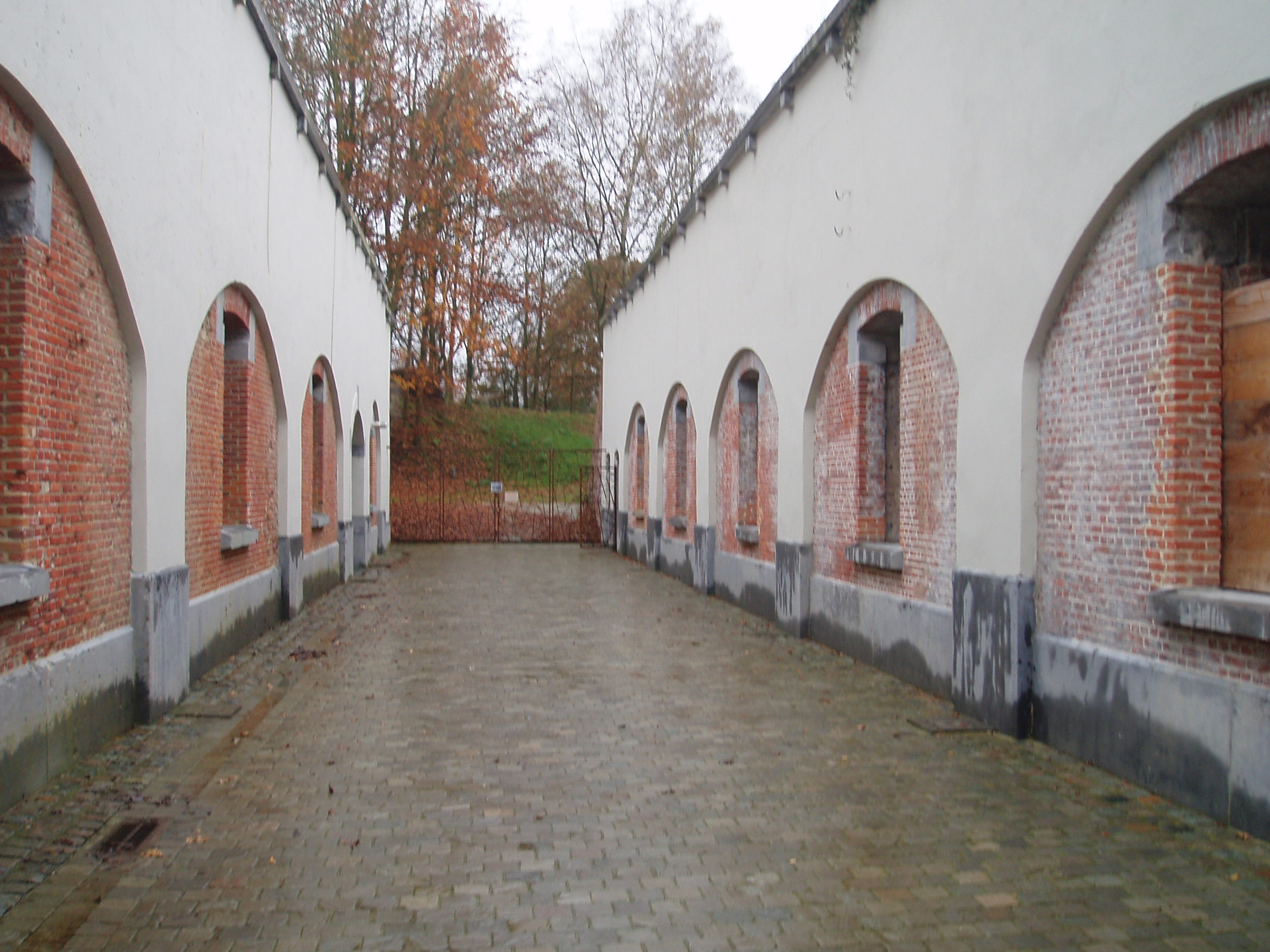
Gebouwen in het fort